# درو ديفيس
درو ديفيس (بالإنجليزية: Drew Davis)‏ هو لاعب كرة قدم أمريكية أمريكي، ولد في 4 يناير 1989 في دنفر في الولايات المتحدة.

## وصلات خارجية
- درو ديفيس على موقع مرجع كرة القدم المحترفة.كوم (الإنجليزية)